# Campionati europei di nuoto 2012 - 400 metri misti femminili
La gara dei 400 metri misti femminili degli Europei 2012 si è svolta il 21 maggio 2012 e vi hanno partecipato 19 atlete. Le batterie si sono svolte al mattino e la finale nel pomeriggio dello stesso giorno.

## Podio
| Pos.    | Atleta            | Nazione   |
| ------- | ----------------- | --------- |
| Oro     | Katinka Hosszú    | Ungheria  |
| Argento | Zsuzsanna Jakabos | Ungheria  |
| Bronzo  | Barbora Závadová  | Rep. Ceca |

## Record
Prima della manifestazione il record del mondo (RM), il record europeo (EU) e il record dei campionati (RC) erano i seguenti.
| Record mondiale       | 4'29"45 | Stephanie Rice | 10 agosto 2008 Pechino |
| Record europeo        | 4'30"31 | Katinka Hosszú | 2 agosto 2009 Roma     |
| Record dei campionati | 4'33"09 | Hannah Miley   | 9 agosto 2010 Budapest |

## Risultati

### Batterie
| Pos. | Atleta                      | Nazionalità | Tempo   | Batteria | Corsia | Note |
| ---- | --------------------------- | ----------- | ------- | -------- | ------ | ---- |
| 1    | Stina Gardell               | Svezia      | 4'39"48 | 1        | 5      | Q    |
| 2    | Katinka Hosszú              | Ungheria    | 4'40"55 | 3        | 4      | Q    |
| 3    | Barbora Závadová            | Rep. Ceca   | 4'40"85 | 2        | 4      | Q    |
| 4    | Zsuzsanna Jakabos           | Ungheria    | 4'41"31 | 1        | 4      | Q    |
| 5    | Anja Klinar                 | Slovenia    | 4'41"82 | 2        | 5      | Q    |
| 6    | Stefania Pirozzi            | Italia      | 4'46"74 | 3        | 3      | Q    |
| 7    | Alessia Polieri             | Italia      | 4'48"23 | 1        | 3      | Q    |
| 8    | Lara Grangeon               | Francia     | 4'49"31 | 3        | 5      | Q    |
| 9    | Noora Laukkanen             | Finlandia   | 4'50"08 | 3        | 7      |      |
| 10   | Sara Nordenstam             | Norvegia    | 4'50"09 | 2        | 6      |      |
| 11   | Jördis Steinegger           | Austria     | 4'50"94 | 2        | 3      |      |
| 12   | Iryna Hlavnyk               | Ucraina     | 4'52"31 | 2        | 2      |      |
| 13   | Kristina Kočetkova          | Russia      | 4'52"83 | 3        | 2      |      |
| 14   | Karolina Szczepaniak        | Polonia     | 4'53"45 | 1        | 2      |      |
| 15   | Kristina Krasjukova         | Russia      | 4'55"28 | 1        | 6      |      |
| 16   | Nuala Murphy                | Irlanda     | 4'58"05 | 2        | 7      |      |
| 17   | Jóhanna Gerða Gústafsdóttir | Islanda     | 5'00"99 | 1        | 7      |      |
| 18   | Neza Marcun                 | Slovenia    | 5'04"00 | 3        | 1      |      |
|      | Beatriz Gómez Cortés        | Spagna      | DNF     | 3        | 6      |      |

### Finale
| Pos.    | Atleta            | Nazionalità | Tempo   | Corsia | Note             |
| ------- | ----------------- | ----------- | ------- | ------ | ---------------- |
| Oro     | Katinka Hosszú    | Ungheria    | 4'33"76 | 5      |                  |
| Argento | Zsuzsanna Jakabos | Ungheria    | 4'35"68 | 6      |                  |
| Bronzo  | Barbora Závadová  | Rep. Ceca   | 4'38"07 | 3      |                  |
| 4       | Stina Gardell     | Svezia      | 4'38"46 | 4      | Record nazionale |
| 5       | Anja Klinar       | Slovenia    | 4'42"00 | 2      |                  |
| 6       | Stefania Pirozzi  | Italia      | 4'42"72 | 7      |                  |
| 7       | Alessia Polieri   | Italia      | 4'48"72 | 1      |                  |
| 8       | Lara Grangeon     | Francia     | 4'53"98 | 8      |                  |